# Solea (Band)
Solea war eine amerikanische Post-Punk- und Post-Hardcore-Band.

## Geschichte
Im weiteren Sinn reichen die Wurzeln der Band bis Mitte der 1990er Jahre zurück, als der Sänger und Gitarrist Garret Klahn von der Post-Hardcore-Band Texas Is the Reason im Rahmen einer Tour mit den Emocore-Pionieren Samiam auf deren Gitarristen Sergie Loobkoff traf. Die beiden blieben nach ihrer Rückkehr trotz der räumliche Distanz – Klahn war zu der Zeit an der Ostküste und Loobkoff an der Westküste beheimatet – in Kontakt und tauschten per E-Mail und selbstgebrannten CDs erste gemeinsame Ideen aus. Mit einem Schlagzeuger gingen sie 2001 in Kalifornien in ein Tonstudio. Ihre 2003er-EP ermöglichte ihnen eine erste Japan-Tournee, das selbstbetitelte Debütalbum mit Joe Orlando als Bassist und Garret Ray als Schlagzeuger erschien 2004 u. a. bei Bad News Records aus Japan und bei Defiance Records aus Deutschland. Nach Rays Ausstieg übernahm Scott McPherson, zuvor u. a. Sense Field, das Schlagzeug und die Band spielte das Album Finally We Are Nowhere ein, das 2006 bei Bad News Records erschien und zwei Jahre später bei Arctic Rodeo Recordings.
Nach Angaben des Gitarristen Sergie Loobkoff im Interview mit dem Ox-Fanzine fingen die Aufnahmen für das zweite Album bereits 2004 an, zogen sich allerdings bis 2006, da Sänger und Gitarrist Garret Klahn zwischenzeitlich das Interesse an der Band verlor, eher halbherzig den ersten Teil seiner Aufnahmen einspielte und sich dann sehr viel Zeit für die restlichen Aufnahmen ließ. Vor den Aufnahmen stieg auch Bassist Orlando aus und wurde im Studio durch Rusty ersetzt, einen Freund des Schlagzeugers.

## Stil
In der Rezension zum zweiten Album schrieb Popmonitor, dass die Band „unspektakulären Konsens-Emo-Indie-Pop“ spiele. Beim Ox-Fanzine schrieb Joachim Hiller, dass die „sanften Indierock-Songs [...] hier und da die Dynamik, die Wut der Vorgängerbands ahnen“ ließen.

## Diskografie

### Alben
- 2004: Solea (Bad News Records, Defiance Records, Textbook Music)
- 2006: Finally We Are Nowhere (Bad News Records, Arctic Rodeo Recordings)

### Singles und EPs
- 2002: Solea (CDr mit 5 Stücken, Selbstverlag)
- 2002: Solea (3 Stücke, Defiance Records)
- 2002: A Split Seven Inch Release (Split mit Crash, Sound Fiction)
- 2002: Working on the Title (Split-EP mit Garage Fuzz, Highlight Sounds)
- 2003: Even Stranger (Bad News Records, Defiance Records, The Assimilation Cartel, 3 Mileage Records)